# Skarszyn (Mazovie)
Pour les articles homonymes, voir Skarszyn.
Skarszyn (prononciation : [ˈskarʂɨn]) est un village polonais de la gmina de Naruszewo dans le powiat de Płońsk de la voïvodie de Mazovie dans le centre-est de la Pologne.
Le village compte approximativement une population de 152 habitants en 2011.

## Histoire
De 1975 à 1998, le village appartenait administrativement à la voïvodie de Ciechanów.